# Appendix Probi

Appendix Probi este o lucrare fundamentală pentru studiul limbii latine vulgare. Face parte din rândul izvoarelor scrise care conțin mărturiile directe ale gramaticienilor și lexicografilor vremii privind evoluția limbii latine și îndepărtarea latinei vorbite de normele clasice. Lucrarea este o listă de 227 de exemple în care varianta considerată (de către autor) drept corectă este urmată de adverbul de negație non, cu înțelesul de „nu”, și de varianta greșită ce trebuie evitată. Exemplu: viridis non virdis. Deseori însă limbile romanice au moștenit varianta din limba vorbită (deci varianta greșită).

## Caracterul lucrăriiAppendix Probi
Lucrarea are caracter normativ pentru că indică formele corecte sau considerate corecte. În această privință seamănă cu dicționarul DOOM, în plus, Appendix Probi are și caracter corectiv deoarece se indică și se resping și variantele considerate greșite. Nu are caracter explicativ sau justificativ, fiindcă nu se motivează de ce o variantă este considerată corectă sau greșită.
Autorul lucrării este necunoscut. Inițial s-a emis ipoteza că a fost scrisă de un profesor, Valerius Probus, care aduna exemplele cu greșeli frecvente ale elevilor săi, pentru a-i dezobișnui de aceste greșeli. Sextil Pușcariu consideră însă că autorul este un elev care își nota greșelile pe care le făcea mai frecvent. Se pare totuși că autorii lucrării au fost călugări (în greacă: καλλόγερον, kalloueron, însemnând „bătrân frumos”, spiritualicește sau fizic) de la Mănăstirea Bobbio din nordul Italiei.
Lucrarea s-a transmis într-o singură copie.

## Titlul lucrarii
Nici originalul (sec. III-IV), nici copia (sec. VII-VIII) nu au titlu.  Denumirea de Appendix Probi este dată de cercetătorii moderni. În traducere, acest titlu înseamnă „Adaosul lui Probus”. Forma Probii este genitivul de la Probus, pentru ca această listă este un adaos la o lucrare de gramatică. Lucrarea respectivă, Instituta Artium (titlu modern) a fost alcătuită în sec. III-IV d.Hr. și a fost atribuită, greșit, gramaticianului Valerius Probus (= cinstitul), care, în realitate, a trăit în sec. I-II d.Hr.
Cercetătorul englez C.A. Robson (de la Oxford) a publicat în 1863 un articol în care propune denumirea de Appendix Bobbiensis. Totuși, numele consacrat este Appendix Probi.

## Locul de scriere
În privința originalului din sec. III-IV d. Hr. sunt mai multe ipoteze:
- textul original a fost scris la Roma de un anonim.
- textul original a fost scris în nordul Africii, în Cartagina.

Aceste două ipoteze sunt susținute de exemplul 134 care putea să intereseze pe un locuitor din Roma sau din nordul Africii: vico capitis Africae non vico caput Africae. Vico este numele unei străzi din Roma, cazul ablativ. Caput Africae este o localitate din Italia aflată la cea mai mică distanță de Africa. Copia lucrării  a fost scrisă în sec. VII-VIII la Mănăstirea Bobbio, aflată în nordul Italiei pe drumul dintre Piacenza (pronunțat cu „e” lung și „ț” pentru z) și Genova.

## Locul actual de păstrare
Lucrarea a avut un traseu care se cunoaște în linii mari. Copia, realizată la Bobbio, a ajuns la Torino, apoi la Viena, unde în anul 1837 s-a publicat prima ediție modernă a acestui text. În 1920, în urma tratatului de la Londra, copia a fost cedată Italiei de către Austria. În prezent se află la Biblioteca Națională din Napoli.

## Datarea
Originalul se pare că a fost realizat în sec. III-IV d.Hr. Copia a fost realizată în jurul anului 700.

## Suportul material al copiei
"Appendix Probi" este un palimpsest "Palim psalo ("palim"- din nou; "psala"- a răzui). C.A. Robson a constatat că textul anterior care a fost răzuit este varianta veche a Bibliei (în Latină), variantă care circula înainte de traducerea făcută de Ironim între 390-405 d. Hr. Sacrificarea mieilor făcea posibilă scrierea.
Suportul material al copiei este pergamentul, adică o piele (de obicei de oaie sau de miel)  special prelucrată pentru scris. În aria Mediteraneană suportul a fost papirusul egiptean. În urma unui conflict comercial între regii elenistici ai Egiptului și regii din Pergam, un rege al Pergamului, Eumenes al II-lea a introdus obiceiul. Pergament vine de la urbea Pergam din Asia Mică.
În Evul Mediu au existat în Europa două mari centre de prelucrare a pergamentelor. În Italia pergamentul se pregătea, pentru scris, numai pe o față, iar pe cealaltă se păstra pielea animalului. Un alt centru era în Germania, unde era pregătit pe ambele părți; prețul era mai ridicat.

## Conținutul lucrării
Lucrarea înregistrează fenomene fonetice, morfologice, sintactice, stilistice: 1) Sincopa (dispariția unei vocale (de obicei neaccentuate) aflată între două consoane) vocalelor scurte neaccentuate "i", "u" : "cal(i)da" non "calda" ; "vir(i)dis" non "virdis" ; oc(u)lus" non "oclus" 2) Închiderea vocalelor scurte în hiat și transformarea lor în semivocale : "vinea" non "vinia" 3) Asimilarea vocalică totală regresivă la distanță după formula "a"-"e" > "e"-"e" : "passer" non "passar" (va da "pasăre" în Română) 4) Betacismul sau confuzia dintre "v" și "b" : alveus" non "albeus" ( Rom. "albie") 5) Dispariția consoanelor intervocalice "v" si "b" : "rivus" non "rius"

## Fenomene morfologice
Schimbare de declinare la substantive: -trecerea de la declinarea a IV-a la declinarea I : "nurus" non nura" (rom. "noră")

## Fenomene sintactice
Construcția cu genitivul apozitiv preferabilă: "vico capitis Africae" (pe strada capului Africii) non "vico caput Africae" (pe strada Capul Africii)

## Fenomene lexicale
Derivare în care ambele variante sunt corecte, dar autorul o consideră corectă numai pe prima: "catulus" non "ca<te>llus (cățel)

## Forme stilistice
Preferința pentru utilizarea diminutivelor ca marcă stilistică pentru limbajul afectic familial : "auris" non "oricla"("urechiușa- diminutiv corespunzător formei corecte) - Româna a făcut diminutiv de la diminutiv ("oricla"); "auricla" cu "au" contras în "o" și cu sincopa lui "u". -geminarea expresivă a consoanelor (marcă stilistică): "draco" non "dracco".